# Kent Hehr

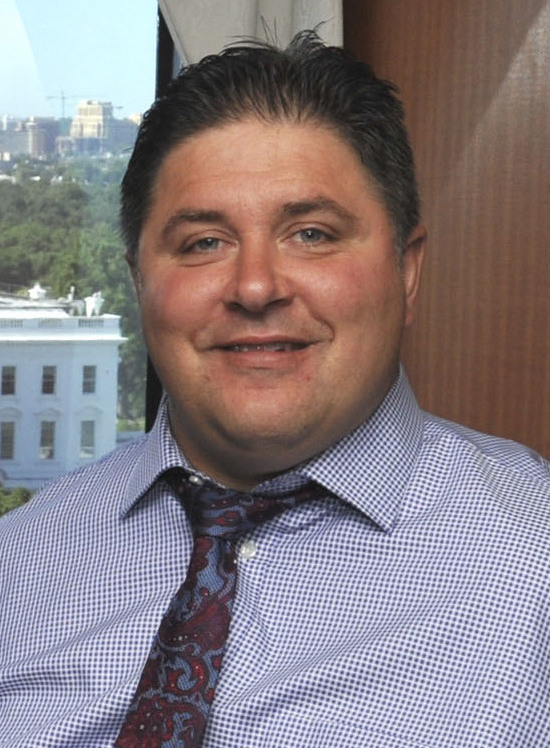
Kent Hehr (2017)

Kent Hehr PC (geboren am 16. Dezember 1969 in Calgary, Alberta) ist ein kanadischer Jurist und Politiker der Liberalen Partei. Er war zunächst von 2008 bis 2015 Mitglied der Legislativversammlung von Alberta. Zwischen 2015 und 2019 repräsentierte Kent dann den Wahlbezirk Calgary Centre im kanadischen Unterhaus. Im Kabinett von Premierminister Justin Trudeau amtierte er als Minister für Veteranenangelegenheiten und Minister für Sport und Menschen mit Behinderung.

## Leben
Geboren wurde Hehr 1969 als Sohn eines Lehrerehepaares im Holy Cross Hospital in Calgary. Er wuchs zunächst in der Stadt auf, später zog die Familie nach Strathmore, wo der Vater arbeitete. Im Oktober 1991 wurde Hehr bei einem Drive-by-Shooting schwer verletzt; aufgrund einer Quadriplegie ist er seither auf einen Rollstuhl angewiesen.
Hehr studierte an der Universität Calgary und erwarb als Abschlüsse einen Bachelor in Kanadistik sowie einen Bachelor of Laws in Rechtswissenschaften. Nach Ende des Studiums 2001 arbeitete er als Rechtsanwalt in der Kanzlei Fraser Milner Casgrain (heute Dentons).

## Politik

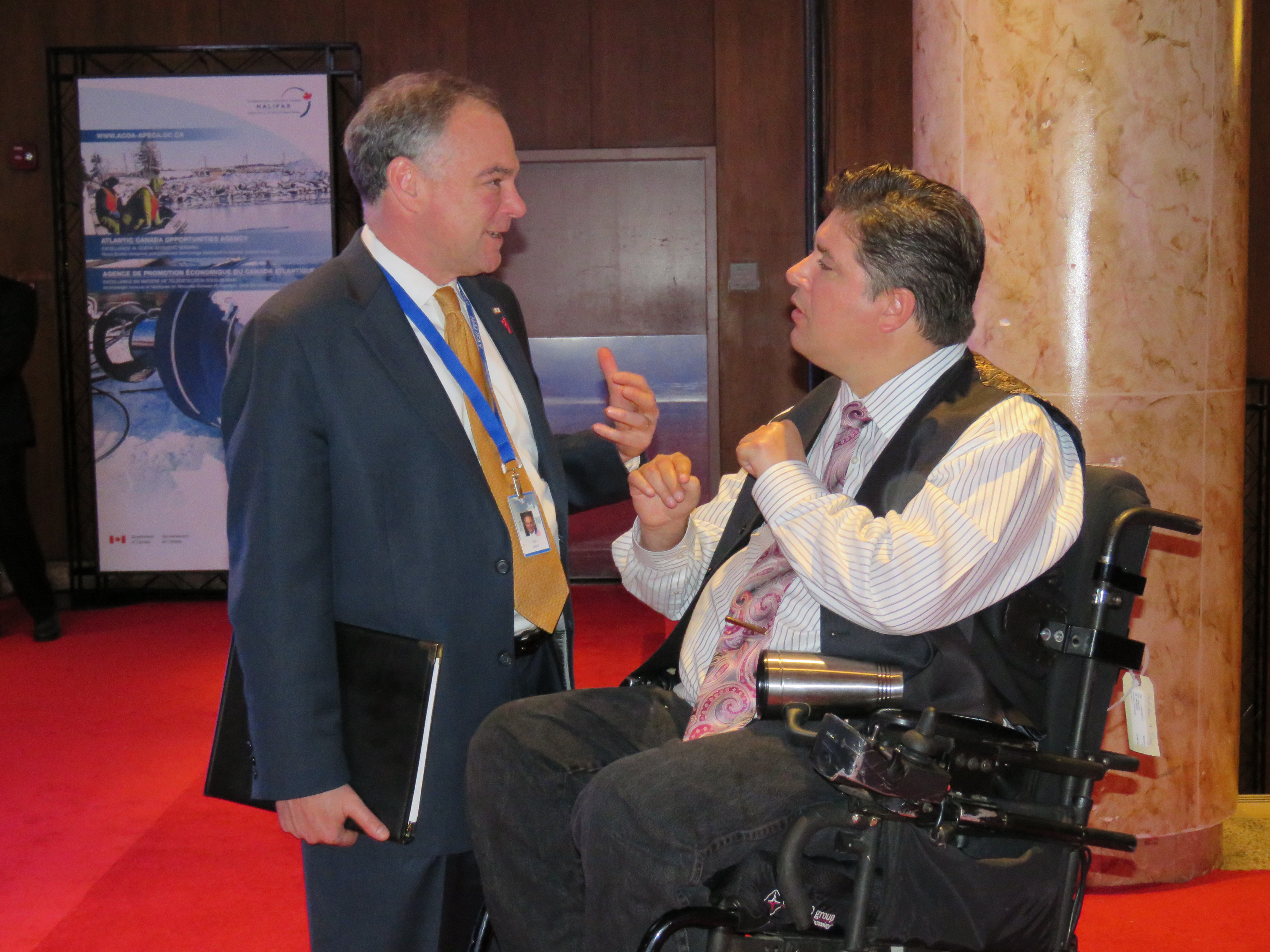
Hehr im Gespräch mit Tim Kaine (2015)

Bei der Wahl im März 2008 gelang Hehr als Kandidat der Alberta Liberal Party der Einzug in die Legislativversammlung von Alberta. Er gewann den Wahlbezirk Calgary-Buffalo als Nachfolger von Harvey Cenaiko von der Konservativen Partei, der nicht mehr kandidiert hatte. Bei der darauffolgenden Wahl im April 2012 konnte er sein Mandat verteidigen.  
Zur vorgezogenen Neuwahl im Mai 2015 verzichtete Hehr auf eine erneute Kandidatur für das Provinzparlament und bewarb sich stattdessen erfolgreich im Oktober 2015 im Wahlbezirk Calgary Centre um einen Sitz im kanadischen Unterhaus. Der neue Ministerpräsident Justin Trudeau berief ihn im November 2015 in sein Kabinett: zunächst als Minister für Veteranenangelegenheiten und beigeordneten Verteidigungsminister, dann ab August 2017 als Minister für Sport und Menschen mit Behinderung.
Nachdem ihm eine frühere Mitarbeiterin des Parlaments von Alberta im Zuge der MeToo-Debatte sexuelle Anzüglichkeiten vorgeworfen hatte, erklärte Hehr am 25. Januar 2018 seinen Rücktritt vom Ministeramt. Bei der Unterhauswahl im Oktober 2019 unterlag er seinem Kontrahenten Greg McLean von den Konservativen und schied somit aus dem Parlament aus.